# Ка-10
Ка-10 е хеликоптер за наблюдение и свръзка, създаден в КБ „Камов“.

## История
Работата по създаването на Ка-10 започва в началото на 1949 г. За проверка и оценка на работоспособността и надеждността на различните възли и агрегати на машината, паралелно с изпитанията на опитния образец, са направени и значителен брой лабораторни и стендови изпитания.
Първоначално са произведени четири прототипа. Един от тях е използван за 100-часови ресурсни изпитания, а останалите три – за полетни изпитания.
Първия полет прототипът Ка-10 извършва на 30 август 1949 г. Общо по време на изпитанията са направени 200 полета, с нальот около 25 часа. През октомври 1950 г. два хеликоптера Ка-10 са предадени за провеждане на държавните изпитания в морски условия на крайцера „Максим Горки“. В хода на изпитанията се потвърждават високите летателни качества на хеликоптера и пригодността му за използване на кораби.
През август 1951 г. е взето решение за производство на неголяма серия от 15 машини за провеждане на войскови изпитания. Целта е по-внимателното изучаване възможностите на Ка-10 при изпълнение на различни тактически задачи на флота. Войсковите изпитания се провеждат в Черно море от специално създадена вeртолетна ескадрила в състава на ВМФ.

## Устройство
Хеликоптерът Ка-10 има същата открита съосна схема с контраротиращи винтове и компоновка както Ка-8.
Планерът на машината представлява пространствено оформена конструкция от хромирани тръби с диаметър 8 – 18 mm. В централната му част е разположен двигателят и седалката на пилота. Вертикалното оперение на хеликоптера е еднокилово с трапецовидна форма с платнена обшивка.
Шасито се състои от два цилиндрични балона с въздух под налягане закрепени на страничните опори. Балоните са направени от двуслойна гумирана тъкан. За повишаване на живучестта са разделени на четири отсека, а на долната им част са залепени листове гума с дебелина 1,5 mm. Шасито позволява на хеликоптера да каца и излита от всякаква повърхност.
На хеликоптера е монтиран двигател АИ-4Г. В предната част на планера е разположен горивният резервоар с вместимост 33 l.
Трансмисията се състои от два двигателни разпределителни редуктора, главен вал и система от включваща и храпова муфа. Разпределителният редуктор и колоната на носещите винтове са фиксирани към планера посредством силовия кожух и две странични обтяжки.
Главният винт е двоен съосен, като всеки винт е двулопатен. Оста на главния винт се състои от два съосни вала, втулки и щанги на управлението. Витлата имат трапецовидна форма с отрицателна геометрична крива. Произведени са от дървесни композити.
Летателно-навигационното оборудване се състои от указател на скоростта УС-1, висотомер ВД-12, вариометър ВР-10, компас КИ-11, индикатор за оборотите на носещия винт, радиостанция РСИ-3М1. За източник на електрозахранване е използвана акумулаторна батерия.

## Модификации
- Ка-10М – усъвършенствана модификация на Ка-10 с двукилово опашно оперение